# 中国好歌曲
《中国好歌曲》（Sing My Song）是《中国好声音》团队——星空传媒旗下“灿星制作”在《中国好声音第二季》之后推出，在中国中央电视台综艺频道（CCTV-3）播出的华语原创音乐选秀节目，首季于2014年播出。，第一季於2014年1月3日起每周五晚在中央电视台综艺频道播出；第二季則於2015年1月2日起每周五晚播出。第三季节目的开播日期为2016年1月29日，首播时间为每周五晚19:30。中国好音乐旨在评选出中国优秀的原创歌曲与唱作人。目前已经有三位冠军唱作人，分别是霍尊（歌曲：卷珠帘）、杭盖乐队（歌曲：轮回）和山人乐队（歌曲：上山下）。三组均是刘欢导师座下的学员，使刘欢导师获得冠军导师三连冠。2016年底，在《中國好歌曲》第四季原定檔期前兩個月，擔任節目導師的劉歡在社群媒體上發表聲明，稱央視綜藝頻道退出了該節目的製作發行，第四季節目擱淺。製作方燦星方面隨後否認了媒體在報道中使用的「停播」說法，表示節目製作團隊正在對《中國好歌曲》的模式和賽制進行改良升級，因此第四季節目需要推遲播出。2017年8月，任職於燦星的《中國好聲音》、《中國好歌曲》導演韓劼發布微博，宣布第四季《中國好歌曲》正式啟動，開始徵集報名。同年12月，網傳消息稱，有燦星導演在私人社群媒體上表示本季節目再次停擺。2018年3月，韓劼在微博上確認，節目計劃延期至2018年底。同年9月，《中國好歌曲》第四季正式改為在網路平台優酷播出，並更名為《這就是原創》，用「原創是猛獸」作為口號，以「全新原創音樂節目」的身份亮相。

## 概要
台灣2014年3月22日起每週六晚上8點中天綜合台播出，由中國國際航空冠名贊助，節目名稱更名為《中國國際航空中國好歌曲》。  
香港地区第一季由2014年11月19日起每週一至週五晚上9點有線娛樂台播出，節目名稱更名為《好玩真人Show中國好歌曲》。第二季則轉為由無綫網絡電視旗下綜藝台於2016年1月30日起每週六早上8點播出，節目名稱更名為《中國好歌曲 II》。

## 总览

### 导师时间表
| 导师   | 季度 | 季度 | 季度 | 季度 |
| 导师   | 1    | 2    | 3    |      |
| 刘欢   | 是   | 是   | 是   |      |
| 周华健 | 是   | 是   |      |      |
| 杨坤   | 是   |      |      |      |
| 蔡健雅 | 是   | 是   |      |      |
| 羽泉   |      | 是   | 是   |      |
| 范晓萱 |      |      | 是   |      |
| 陶喆   |      |      | 是   |      |
| ------ | ---- | ---- | ---- | ---- |

#### 导师及其战队学员
| 莫西子诗 马上又 璽兒 王曉天 柳重言 灰子 Suby 呂緯青 | 謝帝 鈴凱 趙照 周三 劉相松 劉博寬 慢慢说组合 宋媛媛   | 霍尊 張嶺 烏拉多恩 王矜霖 趙雷 议嘉 李夏 蘇珮卿             | 王思遠 項亞蕻 邱振哲 辛若天 老錢 魯向卉 胡莎莎 蔣瑤嘉              |                                                   |  |  |  |  |
| 其他学员                                            |                                                       |                                                             |                                                                    |                                                   |  |  |  |  |
| 潭州 杜秋 謝暉 苏丹 沙洲 王青鵬 張祿糴 陳蕾         | 蛤小蟆 陳翰文 吳極 郭一凡 丁鈺 李巍 吳瓊 湯小康       | 排黑爾丁 玩伴兒組合 Mr. Miss 王子 阿肆 楊炅翰 唐茉菡 楊含奇 | 劉金 孫嫣然 苗小青 張傑 陳媛 雷剛 金玟岐 Dewen和拖鞋               |                                                   |  |  |  |  |
|                                                     |                                                       |                                                             |                                                                    |                                                   |  |  |  |  |
| 第二季                                              | 羽泉                                                  | 蔡健雅                                                      | 刘欢                                                               | 周华健                                            |  |  |  |  |
| 第二季                                              | 八强学员                                              |                                                             |                                                                    |                                                   |  |  |  |  |
| 第二季                                              | 许钧 王宏恩 苏紫旭 雷雨心 大飛 魏佳艺 朱梦蝶 方向组合 | 苏运莹 祁紫檀 羽田 陈萝莉 潘高峰 罗中旭 游怡婷 潘云安       | 杭盖乐队 裸儿 那吾克热·玉素浦江 刘雨潼 马条 赵牧阳 人聲兄弟 刘胡轶 | 戴荃 苟乃鹏 刘润洁 林二汶 黎子明 昭昭 简迷离 苏晴 |  |  |  |  |
| 第二季                                              | 其他学员                                              |                                                             |                                                                    |                                                   |  |  |  |  |
| 第二季                                              | 农民兄弟乐队 关涛 高泽深 钟氏姐妹 蒋山 王健           | 许顺哲 王梵瑞 王峥嵘 李博 黄珂澜 胡氏姐弟                   | 梁凡 赵可 姚铮 崔楠 杨明毅 褚乔                                    | 程诗迦 黄洋 吴含 陈俊豪 程亚非 陈云               |  |  |  |  |
|                                                     |                                                       |                                                             |                                                                    |                                                   |  |  |  |  |
| 第三季                                              | 羽泉                                                  | 范晓萱                                                      | 刘欢                                                               | 陶喆                                              |  |  |  |  |
| 第三季                                              | 六强学员                                              |                                                             |                                                                    |                                                   |  |  |  |  |
| 第三季                                              | 何佳乐 满江 王彙筑 梁栋江 树子                        | AR 徐苑 李亮辰 刘维 张希 卜星慧                             | 山人乐队 曾昭玮 沙楠杰 罗艺恒 宋宇宁 邱比                          | 王兀 苹果园组合 南征北战 贾巴阿叄 王梓轩 李一哲   |  |  |  |  |
| 第三季                                              | 其他学员                                              |                                                             |                                                                    |                                                   |  |  |  |  |
| 第三季                                              | 邢天溯 方毅 王傲 沈懿 冀行 刘锦泽                     | 季秋洋 闫鑫泷 牛奶咖啡 葛西瓦 刘晓盈 梁子                   | 何大河 孙骁 原子邦妮 舒克 朱婧汐 皮怡然                            | 伊尔盼·伊斯哈克 丁爽 王启 周子琰 阿来 符致逸      |  |  |  |  |

註：黃色背景為獲勝隊伍，黑色粗體為冠軍，下劃線為晉級總決賽的學員。

#### 明星嘉賓
明星嘉賓作為部分總決賽學員的助唱嘉宾。
| 赛季   | 助唱嘉宾  | 助唱嘉宾 | 助唱嘉宾        | 助唱嘉宾 |
| 第一季 | 杨坤      | 蔡健雅   | 刘欢            | 周华健   |
| ------ | --------- | -------- | --------------- | -------- |
| 第一季 | 郑钧      | 吴青峰   | 費玉清          | 羽泉     |
| 第二季 | 羽泉      | 蔡健雅   | 刘欢            | 周华健   |
| 第二季 | 彭佳慧    | 田馥甄   | 楊宗緯          | 任賢齊   |
| 第三季 | 羽泉      | 范晓萱   | 刘欢            | 陶喆     |
| 第三季 | 韩红 戴荃 | 温嵐     | 沙宝亮 吉克隽逸 | 陳潔儀   |

## 赛季
| 图解 | 周华健戰隊 | 蔡健雅戰隊 | 劉歡戰隊 | 楊坤戰隊 | 羽泉戰隊 | 范晓萱戰隊 | 陶喆戰隊 |

| 賽季   | 開播日期      | 結束日期      | 冠軍     | 亞軍     | 其他候选 | 冠軍導師 | 主持人                                       | 導師                    |
| ------ | ------------- | ------------- | -------- | -------- | -------- | -------- | -------------------------------------------- | ----------------------- |
| 第一季 | 2014年1月3日  | 2014年3月21日 | 霍尊     | 莫西子诗 | 谢帝     | 刘欢     | 尼格买提                                     | 楊坤 蔡健雅 劉歡 周华健 |
| 第一季 | 2014年1月3日  | 2014年3月21日 | 霍尊     | 莫西子诗 | 王思远   | 刘欢     | 尼格买提                                     | 楊坤 蔡健雅 劉歡 周华健 |
| 第二季 | 2015年1月2日  | 2015年3月13日 | 杭蓋樂隊 | 蘇運瑩   | 戴荃     | 刘欢     | 尼格买提（第1期－第6期） 李佳明（第7期开始） | 羽泉 蔡健雅 劉歡 周华健 |
| 第二季 | 2015年1月2日  | 2015年3月13日 | 杭蓋樂隊 | 蘇運瑩   | 许钧     | 刘欢     | 尼格买提（第1期－第6期） 李佳明（第7期开始） | 羽泉 蔡健雅 劉歡 周华健 |
| 第三季 | 2016年1月29日 | 2016年4月8日  | 山人樂隊 | 王兀     | AR       | 刘欢     | 杨帆                                         | 羽泉 范晓萱 劉歡 陶喆   |
| 第三季 | 2016年1月29日 | 2016年4月8日  | 山人樂隊 | 王兀     | 满江     | 刘欢     | 杨帆                                         | 羽泉 范晓萱 劉歡 陶喆   |
| 第三季 | 2016年1月29日 | 2016年4月8日  | 山人樂隊 | 王兀     | 何佳乐   | 刘欢     | 杨帆                                         | 羽泉 范晓萱 劉歡 陶喆   |
| 第三季 | 2016年1月29日 | 2016年4月8日  | 山人樂隊 | 王兀     | 曾昭玮   | 刘欢     | 杨帆                                         | 羽泉 范晓萱 劉歡 陶喆   |